# Carreta Furacão
Carreta Furacão é um "trenzinho da alegria" que se tornou largamente conhecido no Brasil. Criado em Ribeirão Preto, no estado de São Paulo, seus integrantes personificam figuras populares dos quadrinhos e da TV. Suas performances viralizaram na internet e o grupo acabou sendo a inspiração para a formação de muitos outros pelo país.

## História
O Carreta Furacão foi criado em 2007 pelo casal Wellington e Fabiana Cardoni, como um grupo de animação de festas infantis no formato de um "trenzinho da alegria", um tipo de atração popular comum no interior do Brasil, onde um trenzinho ou carreta decorado segue pelas ruas tocando música acompanhado de palhaços e dançarinos. Em Ribeirão são uma tradição há mais de 30 anos, havendo vários em atividade, além de uma associação: Associação de Trenzinhos de Ribeirão, a única do gênero no país. Com a boa recepção que vinha tendo, o Carreta passou a ser requisitado para animar outros eventos. Atualmente faz parte da Dominium, empresa de trenzinhos comandada pelo casal Cardoni.[carece de fontes?] Segundo Fabiana, no início...
"[...] só fazia escolinha, festa de criança, mas os pais começaram a querer ir junto e o trenzinho começou a ficar curto. Depois disso, a Carreta Furacão passou a animar casamentos, despedidas de solteiro, formaturas e até festa de cachorro. [...] A escolha por figuras do universo infantil e do mundo dos super-heróis envolve um apego emocional e uma estratégia para atingir pessoas de várias idades. Quisemos pegar de várias épocas e o Fofão a gente achou interessante para pegar os pais das crianças, eu sempre gostei dele".
A empresa mantém cinco Carretas, cada uma com uma equipe independente. Ocasionalmente ocorrem mudanças no elenco. Suas apresentações geralmente ocorrem nas ruas, acompanhando um trenzinho que leva até 150 pessoas, executando coreografias dançadas, malabarismos e acrobacias ao som de música, mas também fazem shows em salões e palcos tradicionais. Divulgadas em vídeo pela internet e pelas redes sociais a partir de 2010, as apresentações do grupo rapidamente ganharam fãs por todo o Brasil. No primeiro vídeo que se tornou viral, o Capitão América, Fofão, Mickey, Popeye e Palhaço dançavam ao som da música "Vem Dançar o Mestiço", de Leandro Lehart. Outros personagens também se alternam nas apresentações, como Dô e Goku.
Ainda em 2010 apareceram no programa Pânico na TV, no programa da Eliana e no programa Qual o seu Talento do SBT, e em 2011 já eram um fenômeno de popularidade na web, com milhões de visualizações no YouTube. Em 2016 foram objeto de uma grande quantidade de matérias na imprensa brasileira, consagrando-os na cena da música e cultura popular do país.
 Neste ano, o vídeo de "Vem Dançar o Mestiço" já tinha mais de 100 milhões de visualizações, e segundo reportagem de O Imparcial, o fenômeno era tão grande que existiam petições nas redes sociais pedindo a apresentação do grupo em diversas cidades.
Em 2016 participaram de uma apresentação do cantor Latino no programa televisivo Legendários, de Marcos Mion, de uma apresentação de Leandro Lehart no programa de Celso Portioli, de um videoclipe da banda paulista Quarup, gravaram um vídeo promocional do filme Contrato Vitalício, produzido pelo Porta dos Fundos, um vídeo do Ministério da Saúde para a campanha de vacinação infantil, um vídeo para a campanha do Teleton Brasil, e serviram de tema para um jogo para smartphones, "Carreta Furacão — The Legend", desenvolvido por Eduardo Lira no Game Lab da Universidade do Estado do Amazonas, que em poucos meses teve mais de 100 mil downloads. Também em 2016 fizeram a primeira turnê, apresentando-se em vários estados do Brasil. Em 2018 foram contratados pelos Postos Ipiranga para estrelar um comercial da campanha "Pergunta Lá no posto Ipiranga", que teve grande repercussão. Entre 2016 e 2018, de acordo com matéria na Revista Revide, sua popularidade chegou a "níveis estratosféricos", quando "centenas de milhares de internautas deram início a petições para receber a atração em diversas cidades brasileiras".
O grupo nesta altura havia sido também absorvido pela cultura dos gifs e memes, ilustrando piadas sobre todos os assuntos, e segundo estudo de Piccoli & Lasta, chegam à categoria de "memes epidêmicos", aqueles caracterizados "pela sua vasta replicabilidade em várias redes e sites, atingindo indivíduos digitais diversos e de vários lugares do mundo, inclusive, tendo como característica principal um alto compartilhamento". Para Caio Menezes, "o trenzinho Carreta Furacão é um dos memes mais amados da internet brasileira. [...] Tanto que depois da viralização da Carreta Furacão, outros vídeos de trenzinhos espalhados pelo Brasil começaram a pipocar no YouTube". Para Caio Amaral, do Núcleo de Criatividade Digital das Faculdades Integradas Espírito-Santenses (FAESA), "a Carreta Furacão atingiu em cheio a cibercultura e caiu no gosto popular, principalmente pela propagação dos memes e gifs. Sem contar que na Cultura da Convergência, qualquer assunto acaba sendo relacionado com a Carreta Furacão. Passando pela ameaça de ataque do Estado Islâmico ao Brasil, ao filme Mad Max, brinquedos infantis, e até história em quadrinhos".
O Carreta Furacão já faz parte da cultura de Ribeirão Preto. Sua marca e imagem estão em camisetas, estampas, bonecos, brinquedos e outros produtos, virou história em quadrinhos e animes, e segundo Clenon Ferreira foi um dos responsáveis pela popularização dos trenzinhos da alegria no Brasil. Referindo-se à mistura de referenciais no Carreta, relacionando-a ao conceito de antropofagia cultivado pelos modernistas, Luís Feitosa disse: "A comicidade dos personagens de trenzinhos está nessa espécie de antropofagia, ao importar personagens da cultura pop e inseri-los em um contexto brasileiro. Temos o Popeye dançando funk enquanto o Capitão América finge uma batucada. [...] E o Mickey tupiniquim cai no samba. No Brasil, Disney, Marvel e tudo o que vier lá de fora viram feijoada. Ainda tem a cachaça para acompanhar".
O grupo foi o ponto de partida para uma pesquisa acadêmica de Gabriel Mendes Dias et alii, que estudou a atividade dos trenzinhos da alegria no interior de São Paulo, e que se transformou em um documentário, intitulado Rebolão! Mas sua irmã gosta. Segundo Dias,
"Era uma ideia antiga minha, desde quando descobri que eram vários trenzinhos que faziam isso, além do Carreta Furacão. [...] Descobrimos que os trenzinhos são como tribos urbanas, vimos que aquilo parecia ser grande e fomos investigar qual a dimensão do fenômeno. Não é só um trenzinho que dá uma volta e pronto, ele se estendia para outra dimensão da vida desses jovens, que não fazem isso por interesse financeiro, mas porque vivem aquilo de verdade, como uma balada, uma festa, enfim, uma cultura de rua mesmo".

## Controvérsias

### Perturbação do sossego
Denunciada por perturbação do sossego, a Carreta foi apreendida pela Polícia Militar na cidade de Reserva (PR), em 2019. Uma das denúncias veio de um juiz que tentava realizar audiências no Fórum da cidade.

### Patente e acusação de plágio
Em 2011 o nome do grupo foi patenteado, e desde então é o único que pode usá-lo. Em 2016 a presença do Fofão levou a acusações de plágio pelo criador do personagem, Orival Pessini, e depois a sua imagem no grupo foi modificada, assim como seu nome, que passou a ser Fonfon. O próprio Carreta sustentou processos na Justiça após sua popularização ter desencadeado a formação de grupos idênticos em vários outros pontos do Brasil. Em novembro de 2022, a justiça proibiu a Carreta Furacão de usar Fonfon. Em setembro de 2023, o juiz Thomaz Carvalhaes Ferreira, da 7ª Vara Cível de Ribeirão Preto, determinou ainda que a empresa F. de S. C. Dameto Eventos Turísticos, dona da Carreta Furacão, indenize Pedro Vassen Pessini, que é filho de Orival Pessini, em R$ 70 mil por danos morais. A multa em caso de desobediência é de R$ 2 mil por dia.